# Lene Maria Christensen
Lene Maria Christensen (Hillerød, 10 april 1972) is een Deens actrice in films, theater en televisieseries.

## Biografie
Lene Maria Christensen werd in 1972 geboren in Hillerød als dochter van Jørgen Christensen (overleden in 2007) en Solveig Edel Christensen (geboren Hansen). Ze ging vanaf 1995 naar de Statens Teaterskole, waar ze in 1999 afstudeerde. Ze debuteerde in dat jaar bij Det Danske Teater in Skærmydsler van Gustav Wied. Ze brak door in 2001 met de rol van Constanze in Amadeus van Peter Shaffer in het Østre Gasværk Teater. Christensen ontving in 2008 de 'Ove Sprogøe Prisen', die jaarlijks toegekend wordt aan een Deense acteur die een buitengewone prestatie in theater, film of televisie levert.
Behalve in het theater is ze vooral bekend door haar rollen in speelfilms en televisieseries. Voor haar rol van Ingerlise Buhl in Frygtelig lykkelig ontving ze in 2009 zowel de Bodlil als de Robert voor beste vrouwelijke bijrol. Voor haar rol in de televisieserie Arvingerne ontving ze in 2015 en 2016 de Robert voor beste vrouwelijke bijrol in een tv-serie.

## Privéleven
Christensen is sinds september 1995 gehuwd met Anders Bach Petersen. Ze hebben twee dochters.

## Prijzen en nominaties
De belangrijkste:
| Jaar | Prijs              | Categorie                           | Film               | Uitslag  |
| ---- | ------------------ | ----------------------------------- | ------------------ | -------- |
| 2016 | Robert             | Beste vrouwelijke bijrol – tv-serie | Arvingerne         | Gewonnen |
| 2015 | Robert             | Beste vrouwelijke bijrol – tv-serie | Arvingerne         | Gewonnen |
| 2011 | Lauritsen-prisen   | Lauritsen-prisen                    | Lauritsen-prisen   | Gewonnen |
| 2009 | Robert             | Beste vrouwelijke bijrol            | Frygtelig lykkelig | Gewonnen |
| 2009 | Bodil              | Beste vrouwelijke bijrol            | Frygtelig lykkelig | Gewonnen |
| 2008 | Ove Sprogøe Prisen | Ove Sprogøe Prisen                  | Ove Sprogøe Prisen | Gewonnen |